# إدوين ديفيد سانبورن
إدوين ديفيد سانبورن هو سياسي أمريكي، ولد في 14 مايو 1808 في غيلمانتون في الولايات المتحدة، وتوفي في 29 ديسمبر 1885 في نيويورك في الولايات المتحدة.